# Agrárszövetség – Nemzeti Agrár Párt
Az Agrárszövetség – Nemzeti Agrár Párt (röviden Agrárszövetség, vagy ASZ) egy magyarországi politikai párt volt.

## Története
1989 májusában Agrárszövetség néven  agrár-reformkörei előbb egyesületbe, majd december elején párttá szerveződtek. Főleg agrárértelmiségiek (elsősorban termelőszövetkezeti vezetők) szervezték meg a szövetkezetek érdekvédelmére, az agrárérdekek hangsúlyosabb képviseletére. Az 1990-es választáson egy országgyűlési mandátumot szereztek.
Az Antall-kormány győzelmét követően ideológiai alapon látott neki az agrárszféra átalakításának, aminek az akkor már jól működő termelőszövetkezeti rendszer is áldozatul esett. Az elsősorban ezen témakör, illetve az egyéb agrárintézkedések körüli aktivitása révén 1993-ban az ASZ a Faddi József kisgazda képviselő halála révén megüresedett országgyűlési képviselői mandátum betöltésére kiírt időközi választáson Bács-Kiskun megye 4. választókörzetében győzedelmeskedni tudott. A párt jelöltje akkori elnöke, Nagy Tamás volt, aki így a „rendes” választásokon mandátumot nyert Vargáné Piros Ildikó mellett a párt másik parlamenti képviselője lett.
Az 1994-es választásra a párt a hozzá hasonló célokat kitűző szervezetek integrálását tűzte ki maga elé. Ennek keretében 1993 elején beolvadt az Agrárszövetségbe az 1990-es választáson önállóan induló, de csak Heves megyében fellépő Magyarországi Szövetkezeti és Agrárpárt (MSZAP), valamint országos listáján szerepelt a személyi ellentétek miatt az FKGPből kizárt Boross Imre, a Nemzeti Kisgazda és Polgári Párt egykori elnöke, valamint a Zöld Alternatíva néhány jelöltje is.
A párt a választások második fordulójában négyes választási szövetséget kötött a Fidesszel, a Vállalkozók Pártjával valamint az SZDSZ-el, melynek eredményeként végül 1990-hez hasonlóan egy jelöltjük jutott be a parlamentbe önállóan. Rajta kívül többen közös jelöléssel nyertek mandátumot, mint például Zwack Péter, a Vállalkozók Pártja akkori elnöke, de ők saját pártjaik színeiben politizáltak tovább a parlamentben.

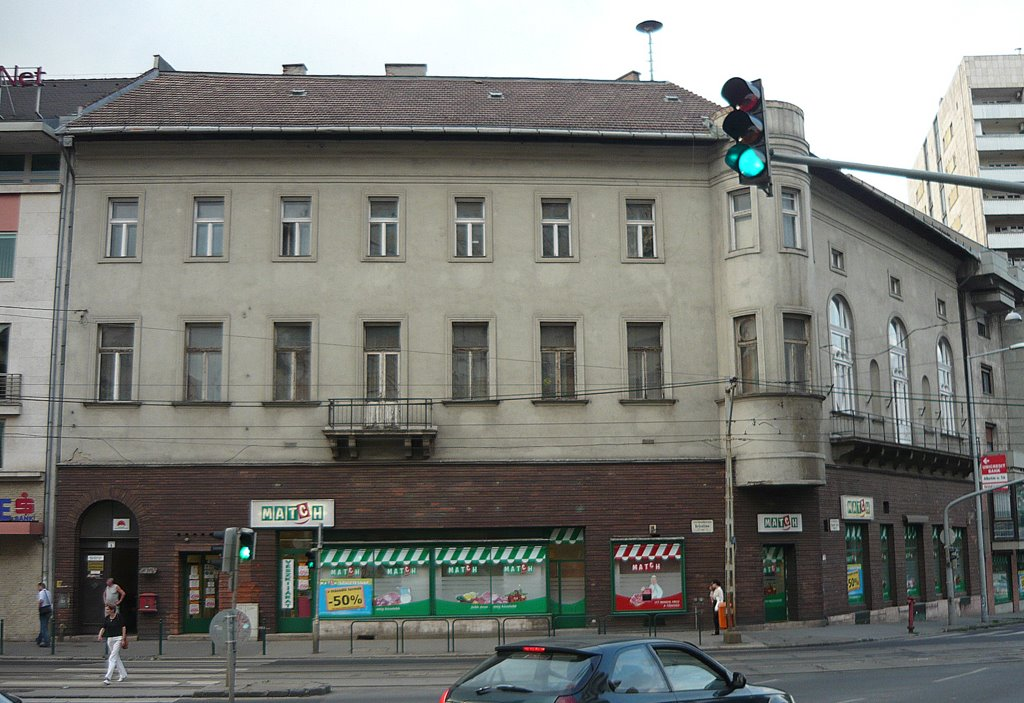
Az Agrárszövetség központja Budapest I. kerületében, a Krisztina tér 1. szám alatt (irodájukban ma a kerületi MSZP központja van)

Az Agrárszövetség 1998. január 13-án választási együttműködési megállapodást írt alá az MSZP-vel. Ennek értelmében az ASZ nem indított önálló jelöltet és nem állított önálló listát sem, cserébe az MSZP országos listáján az első 75 helyből négyet az Agrárszövetség jelöltjei kaptak, akik mind bejutottak a parlamentbe.
Az ASZ a 2002-es választáson már önállóan is állíthatott és állított is jelölteket, ugyanakkor választási együttműködési megállapodást is kötött a frissen alakult Centrum Párttal, melynek keretében Nagy Tamás, az ASZ korábbi elnöke 2001-ben a Centrum Párt elnökségi tagja lett egészen a választások végéig (2002. július). Ugyan az együttműködési megállapodás lejárt az MSZP-vel, mégis az Agrárszövetség több tagja is indult az MSZP színeiben, akik közül Németh Imre földművelésügyi miniszter lett a szocialista párt választási győzelmét követően alakult Medgyessy-kormányban. Tisztségét az első Gyurcsány-kormányban is megtarthatta 2005. május 1-jéig.
Az ASZ 2002-ben pártból egyesületté alakult, tagságának egy része ekkor belépett az MSZP-be, míg egy része hivatalosan pártonkívüliként folytatta pályáját, mint például Németh Imre földművelésügyi miniszter.
A 2006-os országgyűlési választáson ismét az MSZP-vel szövetségben indultak, de az önkormányzati választáson egyénileg is indítottak jelölteket immár egyesületként.
2008–2009-ben az Agrárszövetség régi-új elnöke, Nagy Tamás is részt vett a Reformszövetség alapításában és munkájában annak megszűnéséig.